# Bernardino González Ruiz
Bernardino González Ruíz (Las Tablas, 11 de enero de 1911-Ciudad de Panamá, 15 de marzo de 2012) fue un político panameño. Fue Presidente de Panamá durante seis días del 17 al 23 de marzo de 1963. Fue fundador del Partido Acción Democrática, el partido conservador panameño.

## Biografía
González Ruíz, que fue Ministro de Estado, sirvió como Presidente de Panamá mientras que Roberto Chiari y su hermano Sergio, que era vicepresidente, estaban fuera del país. Concretamente, estuvo en el cargo desde las nueve de la mañana del 17 de marzo de 1963 El juramento del cargo fue administrado por Julio Mercado en el Salón Amarillo del Palacio de las Garzas. La ceremonia contó con la presencia de miembros del gabinete panameño y miembros de la legislatura y el poder judicial. Su mandato como presidente duró hasta el 23 de marzo de 1963. González también tuvo la carta en la administración de Ricardo E. Chiari como Ministro de Asuntos Exteriores.[cita requerida]
González Ruíz sirvió como enviado panameño en el Reino Unido. También fue Presidente de la Asamblea Nacional de Panamá por la Provincia de Chiriquí y la Los Santos. Además, González volvió al gabinete federal como  Ministro de Trabajo, Binestar Social y Salud pública en la administración del ministro Nicanor Villalaz. En sus últimos años, Gonzalez fue presidente honorario del partido de centro derecha Movimiento Liberal Republicano Nacionalista.
González Ruíz murió el 15 de marzo de 2012 pasado los cien años. González Ruíz fue el último superviviente del golpe militar de antes de 1968. El gpbierno de Panamá declaró tres días de luto nacional hasta el 19 de marzo de 2012.